# Entre Folhas
Entre Folhas este un oraș în Minas Gerais (MG), Brazilia.